# 水澤惠麗奈
水澤惠麗奈（日语：／ Mizusawa Erena，1992年3月21日—），日韓混血女演員、模特兒，原名各務英礼奈。日本愛知縣出生，父親為日本人、母親為韓國人，所屬經紀公司為奧斯卡傳播。

## 經歷
- 2007年，在電視劇「恋する日曜日 卒業〜春の嘘」初次亮相。
- 2008年5月，首次主演的電視劇「東京少女 水澤惠麗奈」。
- 2008年8月，主演「戀空」的連續電視劇版。
- 2010年3月3日，畢業於日出高中学校。
- 2010年6月27日，推出首本寫真集『リアル』。
- 2013年3月31日，與前所屬事務所Amuse的合約結束。
- 2013年7月5日，成為Oscar Promotion的藝人。
- 2023年3月22日，宣布與圈外男性結婚。

## 人物
- 因為母親是韓國人，所以略懂韓語。
- 喜歡的話，「對自己嚴厲，對人和善」。
- 喜歡的小說家是赤川次郎、乙一、星新一、東野圭吾。
- 魅力的地方是她的大口。從前不喜歡，不過，當周圍的人都讚揚的時候就變得認為是具有魅力的地方。
- 想成為讓許多人感動的女演員，以上野樹里為目標。欣賞的同世代女演員是北乃紀伊。
- 曾是雜誌《CANDy》、《SEVENTEEN》與《non-no》的專屬模特兒。

## 演出作品

### 電視劇
- 戀愛星期日 我戀愛了 第3季「畢業~春天的謊言」前編與後編（2007年3月24日・4月1日、BS-i） - 飾 沢野香奈
- 美繪素四姐妹（2007年7月1日、日本BS放送） - 飾 美繪素惠麗奈
- 東京少女（BS-i）
  - 東京少女 懷舊編「再見少女」 （2008年2月24日） - 飾 水澤惠麗奈
  - 東京少女 水澤惠麗奈（2008年5月3日 - 31日） - 主演・惠麗奈
- 戀空（2008年8月2日 - 9月13日、TBS） - 飾 田原美嘉
- 破浪餐廳（2008年11月5日、日本電視台） - 飾 夢之3人組其中一人
- THE QUIZ SHOW 第2季（2009年4月18日 - 6月20日、日本電視台） - 飾 新田美咲
- 仁者俠醫（2009年11月1日 - 12月20日、TBS） - 飾 初音
- 奇跡動物園2010 旭山動物園物語（2010年2月12日、富士電視台） - 飾 茅野瑛里
- 美丘你在此的每天（2010年7月10日 - 9月18日、日本電視台） - 飾 五島麻理
- 主演 Summers 設定 美容室（2010年9月2日、第4集、日本電視台） - 飾 惠麗奈
- non-no TV 「セレブパーティーへ行こう」 （2011年10月22日・29日・11月5日・12日、BS-TBS）- 飾 惠麗奈
- 彩虹玫瑰（2012年4月13日 - 6月29日、東京電視台） - 飾 Miyu
- Beginners!（2012年7月12日 - 9月20日、TBS） - 飾 福原陽子
- Doctor-X～外科醫·大門未知子～ 第二部（2013年10月17日 - 12月19日、朝日電視台） - 飾 橋本理沙
- 戰力外搜查官（2014年1月11日 - 3月15日、日本電視台） - 飾 田淵亜利砂
- 零的真相〜監察醫·松本真央〜（2014年7月17日 - 9月4日、朝日電視台） - 飾 秋山晴子
- 全部成為F（2014年10月21日 - 12月23日、富士電視台） - 飾 國枝桃子
- 黑服物語（日语：黒服物語） 第5話（2014年11月21日、朝日電視台） - 飾 セイラ
- WILD HEROES（2015年4月19日 - 6月21日、日本電視台） - 飾 野中美史
- 是澄還是蓳（2016年2月5日 - 3月25日、朝日電視台） - 飾 幸坂亞梨紗
- 毫不保留的愛（2016年7月12日 - 9月20日、TBS）- 飾 真咲朱莉
- 孤獨的美食家 Season6 第11話（2017年6月24日、東京電視台） - 飾 濱田
- 不眠的真珠（2017年12月21日・28日、日本電視台） - 飾 福崎亞由美
- 果然愛情很麻煩（2018年2月13日 - 3月6日、TOKYO MX） - 主演・佳奈美
- 阿嘉莎克莉絲蒂二夜連續SP大女優殺人事件～破鏡謀殺案～（2018年3月25日、朝日電視台） - 飾 岬笛子
- MIDNIGHT JOURNAL（日语：ミッドナイト・ジャーナル (本城雅人)）（2018年3月30日、東京電視台） - 飾 井上美沙
- Miss Devil 人事惡魔·椿真子（2018年4月14日 - 6月16日、日本電視台）- 飾 田部栞奈
- 完美世界（2019年4月16日 - 6月25日、關西電視台 / 富士電視台）- 飾 雪村美姫
- 只是把檔案填成男性（日语：書類を男にしただけで）（2020年10月11日、TBS） - 飾 須藤あやか
- 萌子美～她有點怪～（日语：モコミ〜彼女ちょっとヘンだけど〜） （2021年1月23日 - 4月3日、朝日電視台） - 飾 依田涼音
- 為了觸摸青野同學，所以我想死（2022年3月18日－5月20日、WOWOW） - 飾 刈谷翠
- 遺留搜查 第七季 第9話、最終話（2022年9月8日、9月15日、朝日電視台） - 飾 諸橋葵
- 絕對不可能～偵探·上水流涼子的解析～ 第7話（2023年5月29日、關西電視台・富士電視台）- 飾 白鳥薫

### 電影
- 強風吹拂 - 飾 勝田葉菜子 （2009年10月31日上映）
- 當按下開關時 - 飾 高宮真沙美 （2011年9月17日上映）

### 雑誌
- CANDy
- SEVENTEEN
- non-no

### 廣告
- カルビー社、製品じゃがりこ （2006年）
- 進研ゼミ中学講座「のびろ、のびろ」篇 （2006年）
- 早稲田アカデミーイメージキャラクター （2005年 - 2006年）
- マルコメ味噌汁 （三姉妹編）
- マクドナルド社 （2008年）
- 明治製菓社、製品「手作りチョコレート」 （與木下優樹菜合拍、2008年）
- KDDI社、製品 「au LISMO!」 （「シルエット」篇・與Remioromen合拍、2009年）
- 東洋水産社、製品「マルちゃん 四季物語」 （「夏のときめき」篇・與傑洛合拍、2010年）
- 長栄イメージキャラクター （2011年）

### PV
- Bahashishi「オアシス」（2007年9月5日）
- Bahashishi「約束」（2007年11月14日）
- Bahashishi「キセキ」（2008年2月13日）
- 福井舞「Promise You」 （2009年）
- Flow「旅立ちグラフィティ」 （2010年）

## 外部連結
- （日語） Oscar Promotion / 水沢エレナ （页面存档备份，存于）